# Шимко, Владимир Иванович
Владимир Иванович Шимко (12 мая 1938, Зеленодольск, Татарская АССР, РСФСР, СССР — 3 марта 1998, Москва) — советский партийный, государственный и хозяйственный деятель. Депутат Верховного Совета СССР 11-го созыва.

## Образование
- 1960 год — окончил Московский энергетический институт (специальность - инженер-электрик).

## Биография
- 1961—1963 — инженер, инженер-конструктор завода «Коммунист», Киев.
- 1963—1968 — старший инженер, начальник лаборатории, а в 1968 г. - начальник сектора Научно-исследовательского института микроприборов Министерства электронной промышленности СССР, Зеленоград.
- 1968—1987 — в Отделе оборонной промышленности ЦК КПСС: инструктор (1968-1981), заведующий сектором радиопромышленности (1981-1983), заместитель заведующего Отделом (1983-1987).
- 14.11.1987—17.10.1988 — министр радиопромышленности СССР.
- 10.1988—07.1989 — заведующий Социально-экономическим отделом ЦК КПСС.
- 07.1989—12.1991 — министр радиопромышленности СССР.
- 1992—1998 — президент и генеральный директор корпорации «Радиокомплекс», председатель совета директоров МАК «Вымпел», член совета директоров Промрадтехбанка, председатель совета директоров Промстройбанка, вице-президент Международной академии информатизации [1][2].

Депутат Верховного Совета СССР 11 созыва (с 28.02.1988 до 1989).
Похоронен на Кунцевском кладбище.

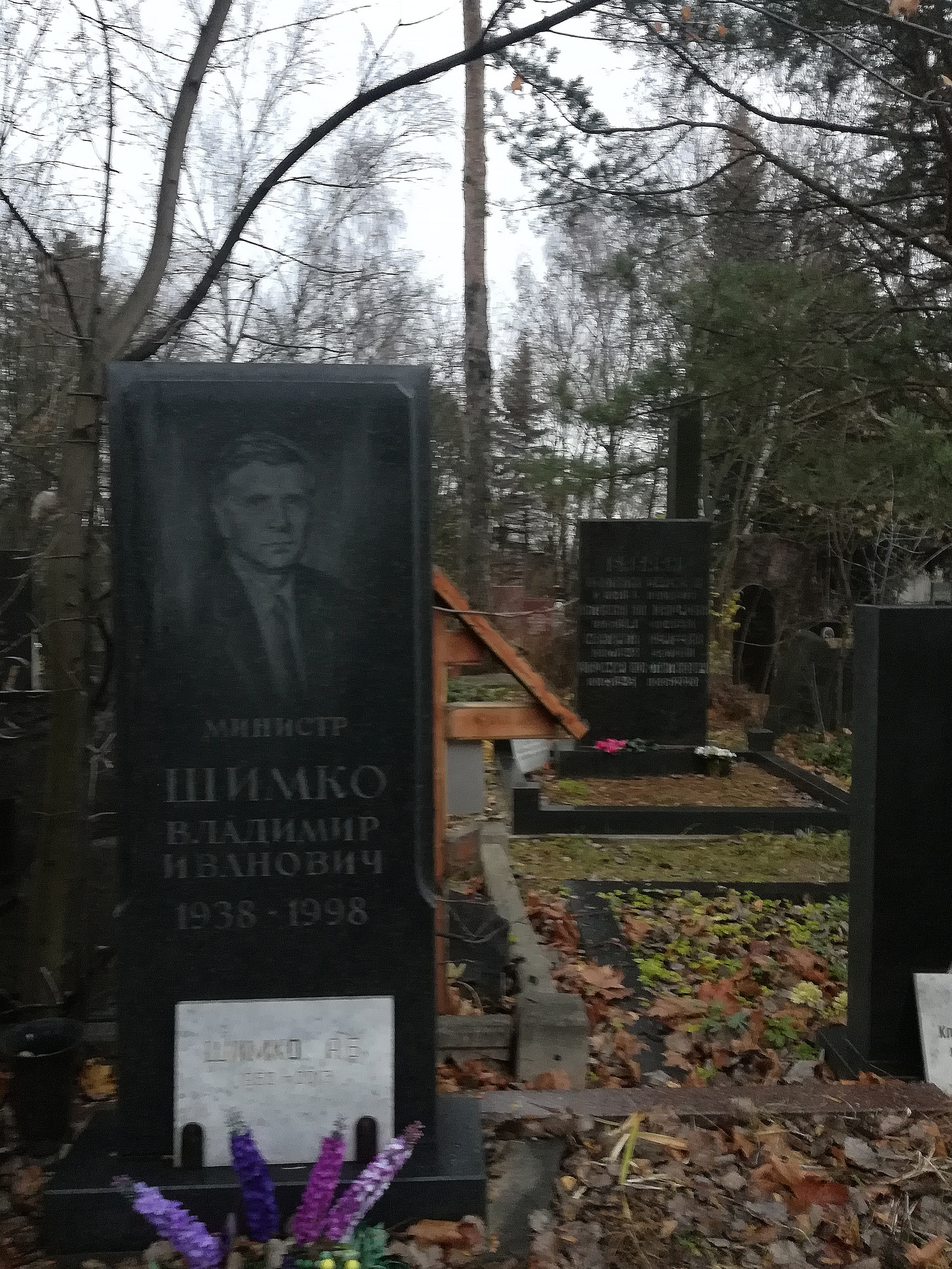
Могила на Кунцевском кладбище

Имя В.И. Шимко присвоено Казанскому НПО «Радиоэлектроника» (ныне ОАО НПО «Радиоэлектроника» имени В.И. Шимко).

## Награды
- орден Октябрьской Революции (1988)
- орден Трудового Красного Знамени (1981)
- орден «Знак Почёта» (1975)
- медали